# Bad Reputation (Glee)
Bad Reputation es el decimoséptimo episodio de la serie de televisión Glee, el cual fue emitido el 4 de mayo de 2010 en Estados Unidos. En «Bad Reputation», la entrenadora de porristas Sue Sylvester (Jane Lynch) es ridiculizada públicamente cuando un vídeo de su baile   «Physical» de Olivia Newton-John se publica en YouTube. La «Glista» sobre los miembros del Glee Club circula la escuela, lo que lleva a ciertos miembros para tratar de ganarse a sí mismos una popularidad. Newton-John estrella invitada interprentandose como a sí misma en el episodio, y Molly Shannon hace su primera aparición en un papel recurrente. A raíz de su romance en el episodio «Mash-Up», Rachel (Lea Michele) y Puck (Marck Salling) se vuelven a relacionar, una decisión tomada por los productores debido a la inesperada popularidad de la pareja.
Las interpretaciones en el episodio son en total de cinco canciones, todas las cuales fueron lanzadas como sencillos, disponibles para descarga digital, y dos de los cuales están incluidos en la banda sonora de Glee: The Music, Volume 3 - Showstoppers. «Bad Reputation» fue visto por 11 620 000 espectadores estadounidenses y recibió críticas mixtas de los críticos. Darren Franich de Entertainment Weekly y Bobby Hankinson del Houston Chronicle considerarón que era un regreso a un modo seguido de episodio decepcionantes. Franich también elogió la versión del episodio de «Ice Ice Baby» de Vanilla Ice, que por el contrario fue criticado por Raymund Flandez de The Wall Street Journal y Gerrick D. Kennedy, de Los Angeles Times..

## Trama

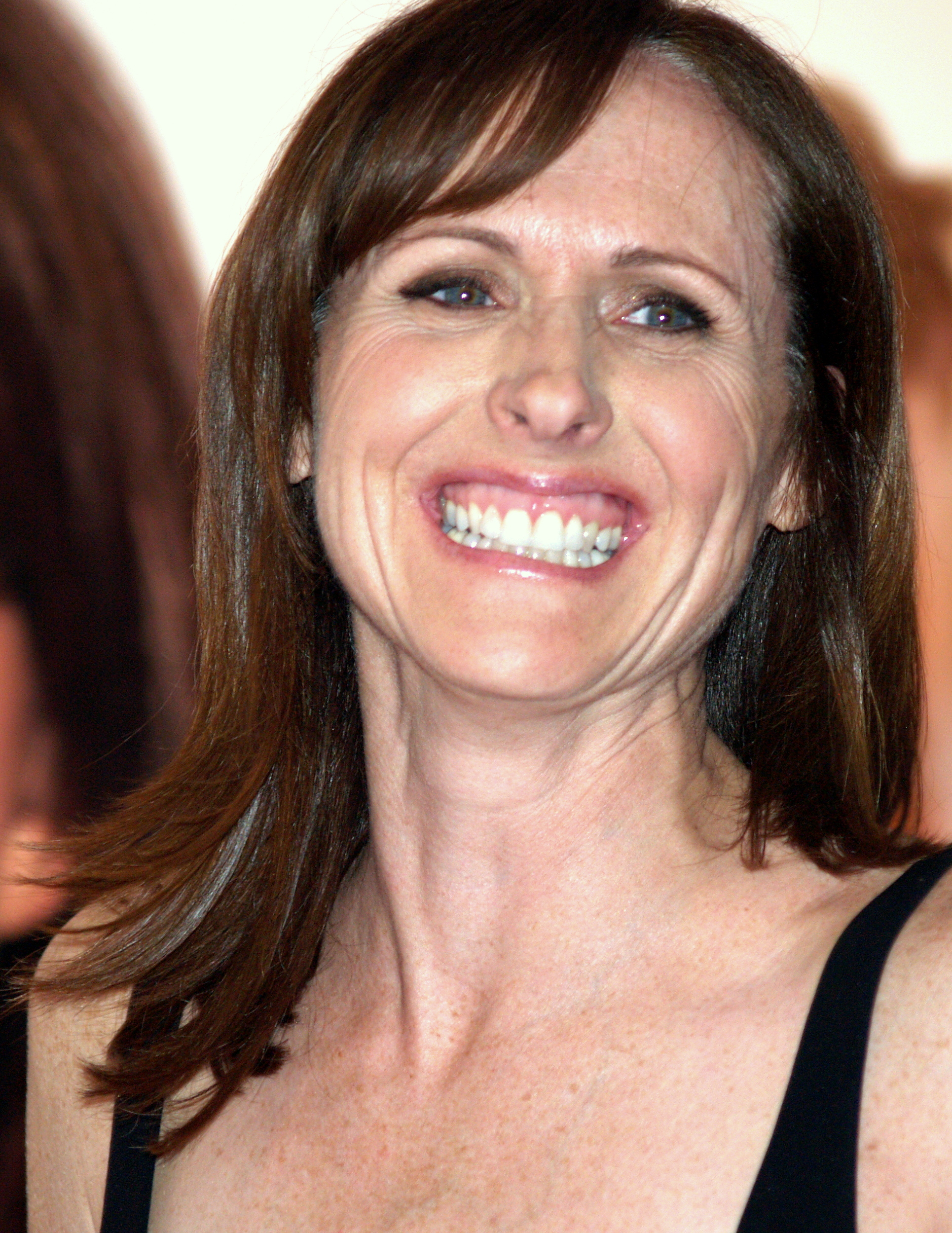
Molly Shannon hace su primera aparición en «Bad Reputation», como Brenda Castillo, profesora de astronomía y coach.

El episodio comienza con los chicos del Club de Glee mirando el material robado donde Sue Sylvester (Jane Lynch)  baila y canta la canción de Olivia Newton-John, titulada «Physical». Los chicos la suben a YouTube.
Sue se queja ante Figgins (Iqbal Theba) por la subida de su video a internet. Ella, a su vez, le dice al director que hay una «Glista» circulando por los pasillos del colegio, la cual puntúa a los chicos del Glee Club basándose en su «promiscuidad sexual y atractivo físico». Las copias de esta lista fueron hechas en la fotocopiadora del colegio usando la contraseña «Glee Club». Rachel (Lea Michele)  observando la Glista y viendo que está en la última posición, con un puntaje de cinco menos. Figgins anuncia que si el creador de esta lista no es suspendido antes de que se publique otra lista, el grupo de coro entero será responsable.
Will somete a un interrogatorio a los chicos intentando descubrir quien creó la lista. Todos creen que fue Puck, pero éste lo niega. Will les da a los chicos la tarea de la semana: «rehabilitar» canciones que por alguna razón tienen mala reputación, y de ahí el nombre del episodio («Bad Reputation» significa ‘Mala Reputación’ en inglés). Esto lleva a Will a cantar «Ice, Ice Baby» a modo de ejemplo.Sue se encuentra con que el alumnado y el personal del colegio ya no le temen, desde que su video fue publicado en internet. Incluso la profesora Brenda Castle se ríe de Sue en su cara.Rachel le pide a Artie que la ayude con el Club de Video para darse a sí misma una mala reputación. Ella quiere convertirse en alguien «musicalmente promiscua».
Dándose cuenta de que son tan irrelevantes que ni siquiera aparecen en la Glista, Kurt, Artie, Mercedes y Tina deciden causar una controversia en el colegio. También incluyen a Brittany, ya que está en lugar número 4 en la lista y quiere estar más arriba. El plan de Kurt es crear un escándalo en la biblioteca.Sabiendo lo que se siente ahora que la gente se burla de ella, Sue se disculpa con su hermana Jean por no hacer mucho para protegerla. Sue le dice a Emma que quiere que la ayude con consejos. En el proceso, Sue le cuenta que Will ha estado con April Rhodes y con la entrenadora de Vocal Adrenaline, Shelby Corcoran. Sue le dice a Emma que debería hacerse valer y confrontar a Will.
Rachel le pide a Puck que la ayude a hacer una presentación de «Run Joey Run». Puck le sugiere que andar con él la ayudará a llegar rápidamente al número uno en la Glista, pero Rachel se resiste. Sue envía a Emma a la sala de profesores para confrontar a Will. Frente al resto del personal del colegio, Emma le dice a Will que ha estado yendo a terapia para controlar su trastorno obsesivo-compulsivo, y luego le dice que sabe que ha estado con otras mujeres. Los cinco chicos que planeaban hacer un escándalo entran en la biblioteca del colegio y hacen una ruidosa presentación de «You Can't Touch This». Sin embargo, se desilusionan cuando la bibliotecaria dice que le encantó su presentación y que quiere que vayan a cantar a su iglesia.Will vuelve a cuestionar a los chicos por la creación de la Glista. Todos continúan acusando a Puck, y el chico sigue denegando la acusación.Quinn cree que fue Rachel.
Kurt (Chris Colfer) y su grupo, luego de haber fracaso con su plan en la biblioteca, piensan que la única forma de tener una mala reputación es admitir que subieron el video de «Physical» de Sue a YouTube.Sue recibe una llamada de Olivia Newton-John. Ella le dice a Sue que cree que le ha dado un nuevo sentido al video de la canción y que quiere conocerla.Will es acosado por sus colegas por sus transgresiones románticas.Kurt le confiesa a Sue que subió el video. Sue sonríe y le agradece. Kurt, sin entender nada, vuelve a buscar en YouTube y ve que Olivia Newton John ha grabado un video de «Physical» en dúo con Sue.
Will Schuester (Matthew Morrison) se resigna por el hecho de que el autor de la Glista seguramente nunca confesará. Rachel le muestra el video que preparó, interpretando la canción «Run Joey Run» con Puck, Finn y Jesse. Los tres chicos parecen disgustados por el video, ya que ninguno de ellos sabía de la actuación de los otros dos. Se dan cuenta de que Rachel solo los usó y se van atormentados.
Sue le admite a su hermana Jean que necesita un cambio de actitud y que la única persona a la que necesita persuadir es a ella. Sue dona las ganancias obtenidas por su video con Olivia Newton John a la casa de salud donde está internada Jean (Robin Trocki).Will le lleva flores a Emma (Jayma Mays). Él se disculpa y le dice que se da cuenta de que no es el hombre que fue con esas mujeres. El le pide que vuelva a verlo como antes, pero ella le responde que eso es imposible. Ella piensa que su relación tendrá que ajustarse o de lo contrario no funcionará.
Poco después de esto, Will confronta a Quinn diciéndole que sabe que ella fue quien creó la Glista. El le dice que se dio cuenta cuando supo cómo se siente perder la reputación. Ella le dice que su intención nunca fue herir a nadie, pero que no soporta ser invisible para todos. Will le dice a Figgins que nadie confesó haber creado la Glista, y que como la difusión de la misma terminó, que no deberían haber suspensiones.
Jesse confronta a Rachel por haberle mentido. El no puede perdonarle que haya sido deshonesta con él y termina con ella, diciéndole que ella rompió su corazón primero.El grupo entero termina cantando «Total Eclipse of the Heart», interpretación durante la cual vemos el dolor de Rachel y la desilusión de Jesse.

## Producción

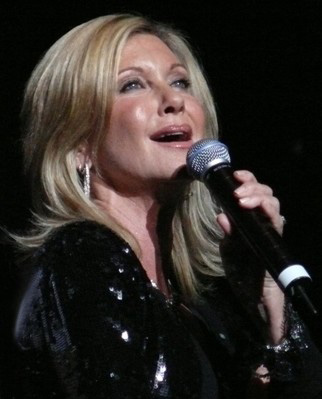
Olivia Newton-John aparece como estrella invitada.

Los personajes recurrentes que aparecen en el episodio son los miembros del Glee Club Britanny (Heather Morris), Santana López (Naya Rivera), Mike Chang (Harry Shum, Jr.), Matt Rutherford (Dijon Talton) y Jesse St. James (Jonathan Groff), el exdirector de Glee Sandy Ryerson (Stephen Tobolowsky), el entrenador de fútbol americano Ken Tanaka (Patrick Gallagher) y la hermana Sue Sylvester Jean (Robin Trocki). Mary Jo Catlett aparece como la señora que había enviudado recientemente del profesor Carlisle, y Molly Shannon hace su primera aparición en un papel recurrente como profesor de astronomía y la entrenadora Brenda Castillo Olivia Newton-John es la estrella invitada e interpreta a sí misma, retrata el «lado oscuro» de sí misma. Ella y Lynch elaborarón una exacta recreación de la original «Physical», la filmación de la que tuvo doce horas. El productor musical de la serie Adam Anders sintió que la aparición de Newton-John en el episodio era organizada, explicando: «La mejor parte de Glee es la introducción de la música nueva a una generación más antigua y la música antigua a una nueva generación hay una gran música. Todos escuchamos música en el tiempo libre, entonces estamos expuestos a las cosas y me encanta Olivia Newton-John es un ejemplo de ello. Es un enlace perfecto entre las canciones que fueron elegidos y la trama.Cuando eso ocurre, la gente se activa».
«Bad Reputation» muestra la relación de los miembros del club Rachel y Puck. Se involucrarón en el octavo episodio de Glee, «Mash-Up», pero a la vez, creador de la serie Ryan Murphy no esperaba que la pareja se bien recibido por los espectadores. Él creía que los espectadores se encuentran una Rachel «demasiado irritante» para Puck, y así fue sorprendido por la respuesta de los aficionados.Aunque Murphy describe esta respuesta como «extraña y rara», explicando que él había creído que los aficionados prefieren a Rachel para estar con Finn, como resultado tenía previsto volver a su romance después de la primera temporada. Los primeros trece episodios había ya ha sido filmado dificultosamente en el momento de que «Mash-Up» saliera al aire, y por lo tanto Murphy escribió un episodio especial al aire después de las vacaciones de mitad de temporada, en la que los personajes podrían reunirse de alguna manera. A pesar de la popularidad de la pareja a que se refiere por el acrónimo «Puckleberry» en los medios de comunicación, los escritores de la serie tenían la intención de retener al personaje de Puck como el «chico malo»,y en última instancia, planearón con él seducir a la mayoría de los personajes femeninos.
Las versiones son de cinco canciones: «Ice Ice Baby» por Vanilla Ice, «U Can't Touch This» por MC Hammer, «Physical» de Newton-John, «Total Eclipse of the Heart» de Bonnie Tyler. Cada una de las canciones interpretadas fueron lanzados como sencillos, disponible para su descarga. «Physical» y «Total Eclipse of the Heart» también se incluyeron en la banda sonora de Glee Glee: The Music, Volume 3 Showstoppers.

## Recepción

### Audiencia
En su emisión original, «Bad Reputation», fue vista por 11,62 millones los espectadores estadounidenses y obtuvo una cuota en pantalla de 4.9/13 en el grupo demográfico 18-49. En el Reino Unido, el episodio fue visto por 1,65 millones de espectadores y se el programa más visto de la semana en los canales no-terrestres. en Canadá, «Bad Reputation» fue visto por 1,95 millones de espectadores, lo que Glee el show undécimo más vistos de la semana. En Australia, Glee obtuvo su más alta de toda la audiencia durante la noche con 1,31 millones de espectadores, y ganó su franja horaria en todos los grupos demográficos claves sus calificaciones consolidadas se han ajustado hasta 1,41 millones, lo que hace «Bad Reputation», el programa 13 más vistos de la semana.